# Baldwinsville
Baldwinsville – wieś w hrabstwie Onondaga, w stanie Nowy Jork, w USA. W 2017 roku szacowana populacja wsi wynosiła 7785 mieszkańców. Powierzchnia Baldwinsville wynosi 8,4 km².

## Geografia
Współrzędne Baldwinsville to 43°10′N 76°20′W.
Przez wieś przepływa rzeka Seneca. 
Baldwinsville usytuowane jest na niewielkich wzgórzach niedaleko jeziora Ontario oraz Finger Lakes. Wieś leży w strefie przejściowej pomiędzy równiną przylegającą bezpośrednio do jeziora Ontario, a wzgórzami na południu, które tworzą podejście do Alleghenów.

## Historia
Wieś nosi imię doktora Jonasa Baldwina, który w 1808, wraz z żoną Elizą, przybył na teren obecnej wsi. Małżeństwo wcześniej, w 1798, zwiedziło teren. Wraz z małżonką, dr Jonas rozpoczął budowę wsi i zapoczątkował rozwój lokalnej społeczności. Pod koniec 1809 roku dr Jonas Baldwin zainicjował rozwój lokalnej infrastruktury. Zbudował on tamę na rzece Seneca w celu generowania energii wodnej oraz w celu utworzenia prywatnego kanału wodnego. 
Miejscowość została oficjalnie przyłączona jako wieś w 1848 roku. W tym samym roku wieś została połączona z siecią kolejową. 
Trzech mieszkańców wioski pełniło funkcję burmistrza Syrakuzu.